# Columbuskwartier
Columbuskwartier is een wijk in de Nederlandse stad Almere. De wijk is gelegen in het stadsdeel Almere Poort. Op 1 januari 2023 telde de wijk 3.160 inwoners, verdeeld over 784 woningen, op een oppervlakte van 0,63 km².

## Openbaar vervoer
Columbuskwartier wordt doorsneden door een busbaan en heeft daaraan één bushalte waar de volgende buslijnen stoppen:
- Columbuskwartier  M4   N22

### Metrobus
| Lijn | Lijn       | Route                           | Via | Opmerkingen |
| ---- | ---------- | ------------------------------- | --- | ----------- |
| M4   | Poortmetro | Station Centrum - Station Poort | Stedenwijk, Componistenpad, Station Muziekwijk, Literatuurwijk, Hogekant, Homeruskwartier, Columbuskwartier, Europakwartier |             |

### nightGo
| Lijn | Route                                           | Via | Opmerkingen                    |
| ---- | ----------------------------------------------- | --- | ------------------------------ |
| N22  | Almere, Station Buiten - Amsterdam, Leidseplein | Almere Buiten (Bloemenbuurt, Faunabuurt, Landgoederenbuurt), Almere Stad (Tussen de Vaarten, Sallandsekant, Danswijk, Parkwijk, Station Parkwijk, Parkwijk, Filmwijk, Flevoziekenhuis, Station Centrum, Staatsliedenwijk, Kruidenwijk, Muziekwijk, Station Muziekwijk, Componistenpad, Station Muziekwijk, Literatuurwijk, Hogekant), Almere Poort (Middenkant, Homeruskwartier, Columbuskwartier, Europakwartier, Station Poort), Muiden (P+R), Amsterdam (Brinklaan, Middenweg, Amstelstation) | Rijdt alleen op zaterdagnacht. |